# Apharitis sabaureus
Apharitis sabaureus är en fjärilsart som beskrevs av Grose-smith 1898. Apharitis sabaureus ingår i släktet Apharitis och familjen juvelvingar. Inga underarter finns listade i Catalogue of Life.